# 한기중
한기중(1961년 3월 13일 ~ )은 대한민국의 배우이다.

## 연기 활동작

### 영화
- 2001년 《인디안 썸머》 ... 신경외과 의사 역
- 2001년 《와이키키 브라더스》 ... 민수 역
- 2002년 《버스, 정류장》 ... 원장 역
- 2002년 《정글 쥬스》 ... 김 형사 역
- 2002년 《로드무비》 ... 석원 선배 역
- 2002년 《신도시인》 ... 아빠 역
- 2005년 《역전의 명수》 ... 반장 역
- 2006년 《강적》 ... 장 검사 역
- 2007년 《오프로드》프로듀서
- 2007년 《키로기》 ... 반장 역
- 2008년 《영화는 영화다》 ... 박 사장 역
- 2008년 《비몽》 ... 강력계 조서경찰 역
- 2011년 《적과의 동침》 ... 정웅 부 역
- 2011년 《풍산개》 ... 과장 역
- 2012년 《부러진 화살》 ... 재단 이시장 역(우정출연)
- 2013년 《변호인》 ... 이흥기 역
- 2014년 《제보자》 ... 국정원장 역
- 2018년 《골든 슬럼버》 ... 야당후보 역
- 2018년 《협상》 ... 손 중장 역

### TV 드라마
- 2012년 KBS2 수목드라마 《세상 어디에도 없는 착한남자》 ... 서정규에 대해 제보하려는 남자 역
- 2013년 KBS 수목드라마 《비밀》 ... 양익태 역
- 2015년 KBS 일일연속극 《달콤한 비밀》 ... 박이사 역
- 2015년 MBC 일일특별기획 《아름다운 당신》 ... 하종수 역
- 2016년 KBS1 대하드라마 《장영실》 ... 허조 역
- 2017년 SBS 월화드라마 《피고인》 ... 나진욱 역
- 2018년 JTBC 금토드라마 《미스티》
- 2018년 KBS2 수목드라마 《슈츠》
- 2018년 OCN 주말드라마 《플레이어》 ... 김성진 역
- 2018년 OCN 수목드라마 《신의 퀴즈: 리부트》 ... 조희권 역
- 2019년 SBS 금토드라마 《열혈사제》 ... 박원무 역
- 2019년 OCN 주말드라마 《보이스 3》 ... 오필수 역
- 2019년 KBS2 수목드라마 《저스티스》 ... 신일훈 역
- 2020년 KBS2 수목드라마 《어서와》 ... 이재선의 양아버지 역
- 2020년 SBS 금토드라마 《더 킹 : 영원의 군주》 ... 대민당 박철옹 의원 역
- 2020년 tvN 토일드라마 《사이코지만 괜찮아》 ... 권만수 역 (특별출연)
- 2021년 tvN 수목드라마 《멜랑꼴리아》 ... 류현일 역
- 2022년 MBC 금토드라마 《닥터 로이어》 ... 장정옥의 오빠 역
- 2023년 JTBC 토일드라마《킹더랜드》 ... 한회장 역

### 연극
- 2011년 《조용한 식탁》
- 2011년 《굿모닝 파파》
- 2011년 《쉬 러브즈 미》